# Macroclinium perryi
Macroclinium perryi là một loài thực vật có hoa trong họ Lan. Loài này được (Dodson) Dodson mô tả khoa học đầu tiên năm 1984.